# Giải bóng đá Ngoại hạng Anh 2001–02
Giải bóng đá Ngoại hạng Anh mùa giải 2001-02 (được biết đến với tên gọi FA Barclaycard Premiership vì lý do tài trợ) là mùa giải thứ mười của giải đấu. Giải đấu bắt đầu với nhà tài trợ mới, Barclaycard, và được đặt tên là FA Barclaycard Premiership, thay thế cho nhà tài trợ trước đó, Carling. Cuộc đua giành danh hiệu vô địch đã trở thành cuộc chiến giữa bốn đội – Arsenal, Manchester United, Liverpool và Newcastle United.
Arsenal đã giành chức vô địch vào ngày 8 tháng 5 năm 2002 sau chiến thắng thuyết phục trước Manchester United tại Old Trafford, trong trận đấu áp chót của mùa giải. Đội hình tấn công mới toanh của Arsenal đã giành được FA Cup năm ngày trước đó và đã tạo nên lịch sử khi giành cú đúp thứ ba, lần thứ hai dưới thời Arsène Wenger, người đã thể hiện cam kết của mình bằng cách ký hợp đồng mới có thời hạn bốn năm với Arsenal.
Mùa giải bắt đầu vào ngày 18 tháng 8 năm 2001 và kết thúc vào ngày 11 tháng 5 năm 2002.

## Tổng quan
Vào đầu năm 2002, cuộc đua giành chức vô địch diễn ra rất cởi mở, với những đội như Newcastle United và Leeds United cạnh tranh ở vị trí đầu bảng cùng với những ứng cử viên hàng năm cho chức vô địch như Arsenal và Manchester United. Newcastle, sau hai chiến thắng liên tiếp trên sân khách trước Arsenal và Leeds trong giai đoạn Giáng sinh, đã khẳng định mình là những ứng cử viên thực sự cho chức vô địch và dẫn đầu giải đấu vào đầu năm. Leeds đã đứng đầu bảng vào Giáng sinh trước khi thua Newcastle tại Elland Road.
Mặc dù đứng đầu bảng vào đầu tháng 12 – hơn Manchester United mười một điểm – Liverpool đã trải qua một sự sa sút nghiêm trọng, tụt xuống vị trí thứ năm, kém United năm điểm. Những ứng cử viên tiềm năng Chelsea, Newcastle United và Leeds United vào thời điểm này đã bị tụt lại khỏi nhóm bám đuổi.
Tháng 1, Liverpool đã hành quân đến cả 2 sân Highbury và Old Trafford trong vòng hai tuần. Danny Murphy của Liverpool đã ghi bàn thắng quyết định vào phút chót để mang về cho câu lạc bộ Merseyside ba điểm trước United, và John Arne Riise sau đó đã cứu vãn một điểm cho Liverpool trước Arsenal, giúp Manchester United đứng đầu bảng xếp hạng lần đầu tiên trong mùa giải đó.
Vào tháng 3, Arsenal được coi là ứng cử viên sáng giá cho chức vô địch Ngoại hạng Anh sau thất bại của Liverpool trước Tottenham Hotspur. Chiến thắng của Arsenal vào tháng 4 trước Bolton Wanderers đã đưa họ đến gần hơn với chức vô địch Ngoại hạng Anh thứ hai dưới thời Arsène Wenger với ba điểm nhiều hơn đội xếp thứ hai.
Thật phù hợp, danh hiệu vô địch Ngoại hạng Anh sẽ được quyết định tại Old Trafford khi Arsenal và Manchester United đối đầu nhau trong một cuộc chạm trán quyết định. Arsenal chỉ cần một trận hòa để đảm bảo danh hiệu vô địch thứ hai của họ trong năm mùa giải  đi kèm với đó là danh hiệu Cúp FA khi Arsenal đánh bại đội bóng cùng thành phố London Chelsea bốn ngày trước đó; United phải giành chiến thắng để đưa cuộc đua giành danh hiệu đến ngày cuối cùng. Cuối cùng, Arsenal đã giành chiến thắng khi bản hợp đồng kỷ lục của họ Sylvain Wiltord ghi bàn thắng duy nhất của trận đấu khiến Arsenal được xác nhận là nhà vô địch Ngoại hạng Anh với một trận đấu còn lại của mùa giải. Sự thất vọng của Manchester United đã tăng lên gấp bội khi Liverpool vượt qua họ xếp ở vị trí thứ hai nhờ chiến thắng 4–3 trước Blackburn Rovers.
Vào ngày cuối cùng của mùa giải, Liverpool đã chính thức có được vị trí thứ hai trên bảng xếp hạng và bằng cách đó đội bóng đã giành được quyền vào thẳng vòng bảng của UEFA Champions League, bằng cách đánh bại Ipswich Town với tỷ số 5–0 tại Anfield. Arsenal khép lại mùa giải thành công của họ theo phong cách riêng, đánh bại Everton với tỷ số 4–3 tại Highbury. Manchester United gây thất vọng trong trận hòa tệ hại với Charlton Athletic, hoàn thành một mùa giải Ngoại hạng Anh đáng thất vọng cho nhà đương kim vô địch giải đấu bị phế truất, lần đầu tiên kể từ khi Premier League được thành lập, câu lạc bộ đã kết thúc ở vị trí ngoài hai vị trí đầu bảng và đội Manchester United  phải bắt đầu chơi ở vòng loại của Champions League mùa giải tiếp theo.
Newcastle đã cùng Manchester United tham gia vòng loại Champions League bằng cách kết thúc giải Ngoại hạng Anh ở vị trí thứ tư trên bảng xếp hạng, trong khi chuỗi kết quả kém cỏi vào đầu năm đã khiến hy vọng giành chức vô địch và Champions League của Leeds United sụp đổ, đội bóng đã kết thúc ở vị trí thứ năm trên bảng xếp hạng kém Newcastle năm điểm và sẽ cùng Chelsea tham gia UEFA Cup, đội có phong độ không ổn định nhưng cũng đã phá hỏng tham vọng lọt vào top bốn của họ. Leeds đã gây bất ngờ khi sa thải huấn luyện viên của họ David O'Leary sau khi mùa giải kết thúc.
Lần đầu tiên trong lịch sử Premier League, cả ba đội thăng hạng đều tránh được việc xuống hạng – Fulham, Bolton Wanderers và Blackburn Rovers. Blackburn và Bolton đã dành 11 năm ở Premier League, trước khi cả hai đều xuống hạng ở mùa giải 2011–12; trùng hợp thay, trong cùng mùa giải đó, ba đội thăng hạng từ Football League Championship 2010–11 cũng trụ hạng. Fulham đã trải qua 13 năm ở hạng đấu cao nhất trước khi xuống hạng ở 2013–14.
Fulham đã chi 34 triệu bảng Anh cho các cầu thủ mới trong mùa giải gần nhất, với chủ sở hữu của họ Mohamed Al-Fayed là một trong những nhà tài trợ giàu có nhất trong làng bóng đá Anh. Ông thậm chí còn khoe khoang rằng đội Fulham sẽ giành chức vô địch Ngoại hạng Anh vào năm 2001–02, và hầu hết các chuyên gia đều dự đoán Fulham, do cựu tuyển thủ Pháp Jean Tigana quản lý, sẽ cạnh tranh cho một suất tham dự cúp châu Âu. Tuy nhiên, Fulham đã kết thúc ở vị trí thứ mười ba, kém Arsenal 47 điểm.

## Các đội bóng
20 đội đã tham gia giải đấu – 17 đội đứng đầu mùa giải trước và 3 đội thăng hạng từ Giải hạng nhất. Các đội thăng hạng là Fulham, Blackburn Rovers và Bolton Wanderers, trở lại sau thời gian vắng bóng ở giải đấu hàng đầu lần lượt là 33, 2 và 3 năm. Đây cũng là mùa giải đầu tiên của Fulham tại Premier League. Họ thay thế Manchester City, Coventry City và Bradford City, những đội đã xuống hạng và chơi ở Giải hạng nhất sau khi có mặt ở hạng đấu cao nhất lần lượt là 1, 34 và 2 năm.

### Sân vận động và địa điểm
| Câu lạc bộ        | Địa điểm            | Sân vận động         | Sức chứa |
| ----------------- | ------------------- | -------------------- | -------- |
| Arsenal           | London (Highbury)   | Arsenal Stadium      | 38,419   |
| Aston Villa       | Birmingham          | Villa Park           | 42,573   |
| Blackburn Rovers  | Blackburn           | Ewood Park           | 31,367   |
| Bolton Wanderers  | Bolton              | Reebok Stadium       | 28,723   |
| Charlton Athletic | London (Charlton)   | The Valley           | 27,111   |
| Chelsea           | London (Fulham)     | Stamford Bridge      | 42,055   |
| Derby County      | Derby               | Pride Park Stadium   | 33,597   |
| Everton           | Liverpool (Walton)  | Goodison Park        | 40,569   |
| Fulham            | London (Fulham)     | Craven Cottage       | 24,600   |
| Ipswich Town      | Ipswich             | Portman Road         | 30,300   |
| Leeds United      | Leeds               | Elland Road          | 40,242   |
| Leicester City    | Leicester           | Filbert Street       | 22,000   |
| Liverpool         | Liverpool (Anfield) | Anfield              | 45,522   |
| Manchester United | Manchester          | Old Trafford         | 68,174   |
| Middlesbrough     | Middlesbrough       | Riverside Stadium    | 35,049   |
| Newcastle United  | Newcastle upon Tyne | St James' Park       | 52,387   |
| Southampton       | Southampton         | Sân vận động St Mary | 32,689   |
| Sunderland        | Sunderland          | Stadium of Light     | 49,000   |
| Tottenham Hotspur | London (Tottenham)  | White Hart Lane      | 36,240   |
| West Ham United   | London (Upton Park) | Boleyn Ground        | 35,647   |

1. ↑  Đây là mùa giải cuối cùng của Leicester City tại Filbert Street vì họ dự kiến sẽ chuyển đến Sân vận động Walkers vào cuối mùa giải.
2. ↑  Southampton đã chuyển đến Sân vận động St Mary sau 103 năm hoạt động tại The Dell.

### Nhân sự và dụng cụ thi đấu
| Câu lạc bộ        | Huấn luyện viên   | Đội trưởng      | Nhà sản xuất dụng cụ thi đấu | Nhà tài trợ áo đấu |
| ----------------- | ----------------- | --------------- | ---------------------------- | ------------------ |
| Arsenal           | Arsène Wenger     | Tony Adams      | Nike                         | Dreamcast/Sega1    |
| Aston Villa       | Graham Taylor     | Paul Merson     | Diadora                      | NTL                |
| Blackburn Rovers  | Graeme Souness    | Garry Flitcroft | Kappa                        | Time               |
| Bolton Wanderers  | Sam Allardyce     | Guðni Bergsson  | Reebok                       | Reebok             |
| Charlton Athletic | Alan Curbishley   | Mark Kinsella   | Le Coq Sportif               | Redbus             |
| Chelsea           | Claudio Ranieri   | Marcel Desailly | Umbro                        | Fly Emirates       |
| Derby County      | John Gregory      | Darryl Powell   | Erreà                        | Pedigree           |
| Everton           | David Moyes       | David Weir      | Puma                         | One 2 One          |
| Fulham            | Jean Tigana       | Andy Melville   | Adidas                       | Pizza Hut          |
| Ipswich Town      | George Burley     | Matt Holland    | Punch                        | TXU Energi         |
| Leeds United      | David O'Leary     | Rio Ferdinand   | Nike                         | Strongbow          |
| Leicester City    | Micky Adams       | Matt Elliott    | Le Coq Sportif               | LG                 |
| Liverpool         | Gérard Houllier   | Jamie Redknapp  | Reebok                       | Carlsberg          |
| Manchester United | Sir Alex Ferguson | Roy Keane       | Umbro                        | Vodafone           |
| Middlesbrough     | Steve McClaren    | Paul Ince       | Erreà                        | BT Cellnet         |
| Newcastle United  | Bobby Robson      | Alan Shearer    | Adidas                       | NTL                |
| Southampton       | Gordon Strachan   | Matt Le Tissier | Saints                       | Friends Provident  |
| Sunderland        | Peter Reid        | Michael Gray    | Nike                         | Reg Vardy          |
| Tottenham Hotspur | Glenn Hoddle      | Tim Sherwood    | Adidas                       | Holsten            |
| West Ham United   | Glenn Roeder      | Steve Lomas     | Fila                         | Dr. Martens        |

- 1Logo Dreamcast xuất hiện trên áo đấu sân nhà và sân khách của Arsenal trong khi logo Sega xuất hiện trên áo đấu sân khách của họ

## Bảng xếp hạng
| VT | Đội                | ST | T  | H  | B  | BT | BB | HS  | Đ  | Giành quyền tham dự hoặc xuống hạng                   |
| -- | ------------------ | -- | -- | -- | -- | -- | -- | --- | -- | ----------------------------------------------------- |
| 1  | Arsenal (C)        | 38 | 26 | 9  | 3  | 79 | 36 | +43 | 87 | Điều kiện tham dự Vòng bảng đầu tiên Champions League |
| 2  | Liverpool          | 38 | 24 | 8  | 6  | 67 | 30 | +37 | 80 | Điều kiện tham dự Vòng bảng đầu tiên Champions League |
| 3  | Manchester United  | 38 | 24 | 5  | 9  | 87 | 45 | +42 | 77 | Điều kiện tham dự Vòng loại thứ ba Champions League   |
| 4  | Newcastle United   | 38 | 21 | 8  | 9  | 74 | 52 | +22 | 71 | Điều kiện tham dự Vòng loại thứ ba Champions League   |
| 5  | Leeds United       | 38 | 18 | 12 | 8  | 53 | 37 | +16 | 66 | Điều kiện tham dự Vòng đầu tiên UEFA Cup              |
| 6  | Chelsea            | 38 | 17 | 13 | 8  | 66 | 38 | +28 | 64 | Điều kiện tham dự Vòng đầu tiên UEFA Cup              |
| 7  | West Ham United    | 38 | 15 | 8  | 15 | 48 | 57 | −9  | 53 |                                                       |
| 8  | Aston Villa        | 38 | 12 | 14 | 12 | 46 | 47 | −1  | 50 | Điều kiện tham dự Vòng 3 Cúp Intertoto                |
| 9  | Tottenham Hotspur  | 38 | 14 | 8  | 16 | 49 | 53 | −4  | 50 |                                                       |
| 10 | Blackburn Rovers   | 38 | 12 | 10 | 16 | 55 | 51 | +4  | 46 | Điều kiện tham dự Vòng đầu tiên UEFA Cup              |
| 11 | Southampton        | 38 | 12 | 9  | 17 | 46 | 54 | −8  | 45 |                                                       |
| 12 | Middlesbrough      | 38 | 12 | 9  | 17 | 35 | 47 | −12 | 45 |                                                       |
| 13 | Fulham             | 38 | 10 | 14 | 14 | 36 | 44 | −8  | 44 | Điều kiện tham dự Vòng 2 Cúp Intertoto                |
| 14 | Charlton Athletic  | 38 | 10 | 14 | 14 | 38 | 49 | −11 | 44 |                                                       |
| 15 | Everton            | 38 | 11 | 10 | 17 | 45 | 57 | −12 | 43 |                                                       |
| 16 | Bolton Wanderers   | 38 | 9  | 13 | 16 | 44 | 62 | −18 | 40 |                                                       |
| 17 | Sunderland         | 38 | 10 | 10 | 18 | 29 | 51 | −22 | 40 |                                                       |
| 18 | Ipswich Town (R)   | 38 | 9  | 9  | 20 | 41 | 64 | −23 | 36 | Vòng loại UEFA Cup và xuống chơi tại Giải hạng nhất   |
| 19 | Derby County (R)   | 38 | 8  | 6  | 24 | 33 | 63 | −30 | 30 | Xuống chơi tại Football League First Division         |
| 20 | Leicester City (R) | 38 | 5  | 13 | 20 | 30 | 64 | −34 | 28 | Xuống chơi tại Football League First Division         |

1. ↑  Vì Arsenal đủ điều kiện tham dự Champions League nên suất tham dự UEFA Cup của họ với tư cách là nhà vô địch Cúp FA đã thuộc về Chelsea, là đội thua cuộc trong trận chung kết Cúp FA 2002.
2. ↑  Blackburn Rovers đủ điều kiện tham dự Cúp UEFA với tư cách là nhà vô địch Cúp Liên đoàn 2001–02.
3. ↑  Ipswich Town đủ điều kiện tham dự Vòng loại Cúp UEFA với tư cách là đội chiến thắng Giải bóng đá Ngoại hạng Anh Fair Play do Hiệp hội bóng đá tổ chức, và là một trong những đội chiến thắng Xếp hạng UEFA Fair Play.

## Thống kê mùa giải

#### Vua phá lưới

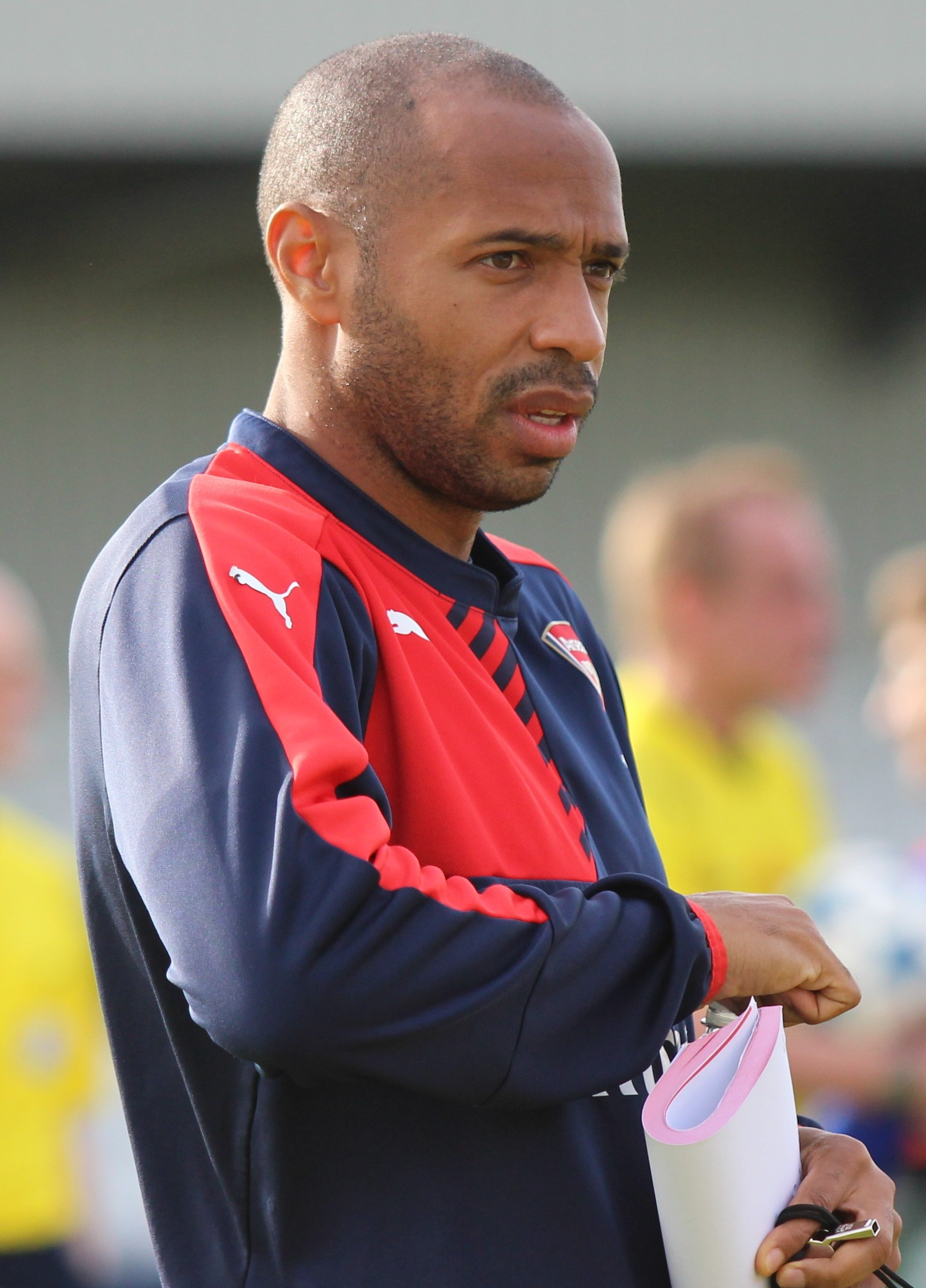
Thierry Henry của Arsenal là cầu thủ ghi nhiều bàn thắng nhất với 24 bàn thắng.

| Xếp hạng | Cầu thủ                 | Câu lạc bộ                         | Bàn thắng |
| -------- | ----------------------- | ---------------------------------- | --------- |
| 1        | Thierry Henry           | Arsenal                            | 24        |
| 2        | Jimmy Floyd Hasselbaink | Chelsea                            | 23        |
| 2        | Ruud van Nistelrooy     | Manchester United                  | 23        |
| 2        | Alan Shearer            | Newcastle United                   | 23        |
| 5        | Michael Owen            | Liverpool                          | 19        |
| 6        | Ole Gunnar Solskjær     | Manchester United                  | 17        |
| 7        | Robbie Fowler           | Liverpool Leeds United             | 15        |
| 8        | Eiður Guðjohnsen        | Chelsea                            | 14        |
| 8        | Marians Pahars          | Southampton                        | 14        |
| 10       | Andy Cole               | Manchester United Blackburn Rovers | 13        |

#### Hat-tricks

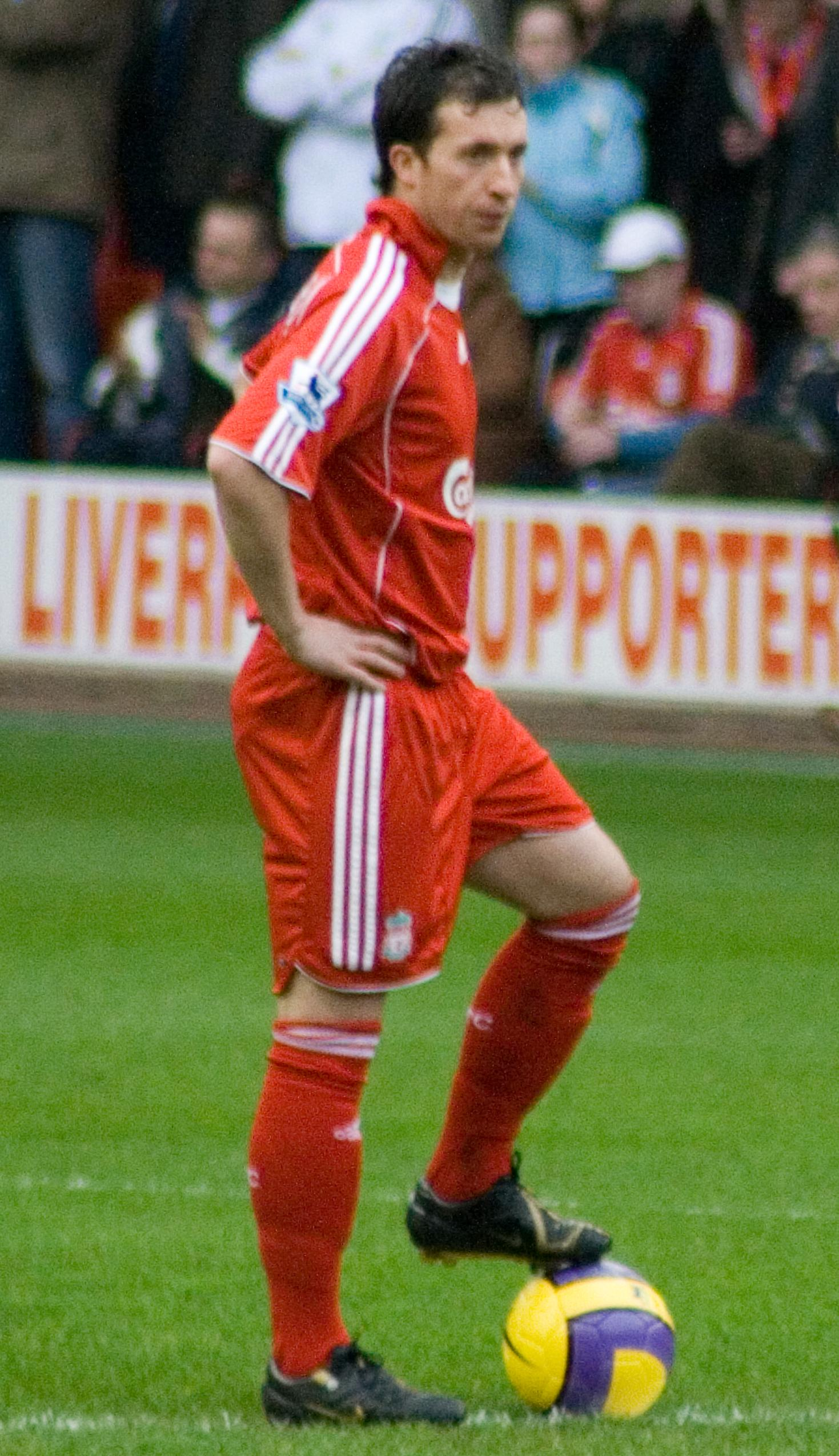
Mùa giải Ngoại hạng Anh 2001–02 chứng kiến Robbie Fowler ghi hat-trick cuối cùng trong sự nghiệp thi đấu chuyên nghiệp của mình.

| Cầu thủ                  | Đội               | Đối thủ           | Kết quả | Ngày                 | Tham khảo |
| ------------------------ | ----------------- | ----------------- | ------- | -------------------- | --------- |
| Robbie Fowler            | Liverpool         | Leicester City    | 4–1 (A) | 20 tháng 10 năm 2001 | [ 3 ]     |
| Paul Kitson              | West Ham United   | Charlton Athletic | 4–4 (A) | 19 tháng 11 năm 2001 | [ 4 ]     |
| Ruud van Nistelrooy      | Manchester United | Southampton       | 6–1 (H) | 22 tháng 12 năm 2001 | [ 5 ]     |
| Robbie Fowler            | Leeds United      | Bolton Wanderers  | 3–0 (A) | 26 tháng 12 năm 2001 | [ 6 ]     |
| Ole Gunnar Solskjær      | Manchester United | Bolton Wanderers  | 4–0 (A) | 29 tháng 1 năm 2002  | [ 7 ]     |
| Jimmy Floyd HasselbainkP | Chelsea           | Tottenham Hotspur | 4–0 (H) | 13 tháng 3 năm 2002  | [ 8 ]     |
| Fredi Bobic              | Bolton Wanderers  | Ipswich Town      | 4–1 (H) | 6 tháng 4 năm 2002   | [ 9 ]     |

Note: P Cầu thủ ghi được cú hat-trick hoàn hảo; (H) – Sân nhà; (A) – Sân khách